# Publius Baebius Italicus
Publius Baebius Italicus war ein römischer Militär und Politiker des 1. Jahrhunderts.
Italicus stammte aus Norditalien oder Carnusium. Unter Kaiser Vespasian wurde Italicus Volkstribun. Für seine Verdienste im Chattenkrieg wurde Italicus von Kaiser Domitian ausgezeichnet. Von 84/85 bis 86/87 war er Statthalter der Provinz Lycia et Pamphylia. Ebenfalls unter Domitian erlangte er im Jahr 90 den Rang eines Suffektkonsuls. Italicus war vielleicht der Autor der unter Nero entstandenen Ilias Latina, von dem nur das Cognomen Italicus bekannt ist.
Möglicherweise adoptierte und erzog Publius Baebius Italicus oder dessen Familie den Cherusker Italicus, Sohn des Flavus und Neffe des Arminius, worauf sein Erfolg während der Chattenkriege basieren könnte. Italicus wurde 47 n. Chr. König der Cherusker.